# 東条実光
東条 関兵衛（とうじょう かんべえ/せきのひょうえ）または東条 実光（とうじょう さねみつ）は、戦国時代から安土桃山時代の武将。長宗我部氏の重臣であったが、四国征伐で土佐国に逃走したことで自害させられた。

## 生涯
東条氏は阿波国衆で甲斐武田氏の一族だった。関兵衛は父・武田信綱の跡を継ぎ桑野城主となり八ヵ村を領していたという。
天正3年（1575年）頃に長宗我部元親に臣従して久武内蔵助の娘を妻に迎え、家臣団に組み込まれた。天正5年（1577年）には三好氏方である新開氏らの攻撃を受けるもこれを退けた。阿波の三好氏勢力との抗争を続け、たびたび武功を立てている。天正10年（1582年）、中富川の戦いに参戦して戦功を挙げた。
天正13年（1585年）豊臣秀吉による四国征伐が開始されると木津城の城主に就任し、四国防衛の最前線を任される。敵軍の攻撃が開始されて以後、多勢の豊臣軍に対して8日間にわたる激戦を展開したが、叔父の東条紀伊守（光豊）に説得されて木津城を開城、土佐に逃走した。この行動を元親は許さず、間もなくして関兵衛は一族と共に切腹させられた。東条氏領に所在した杉尾神社には、東条関兵衛の像が祀られていたとされる。